# Шеллефтеэльвен
Шеллефте́эльвен или Шелле́фте-эльв (Ше́ллефтеэ́льв; швед. Skellefte älv) — река на севере Швеции.

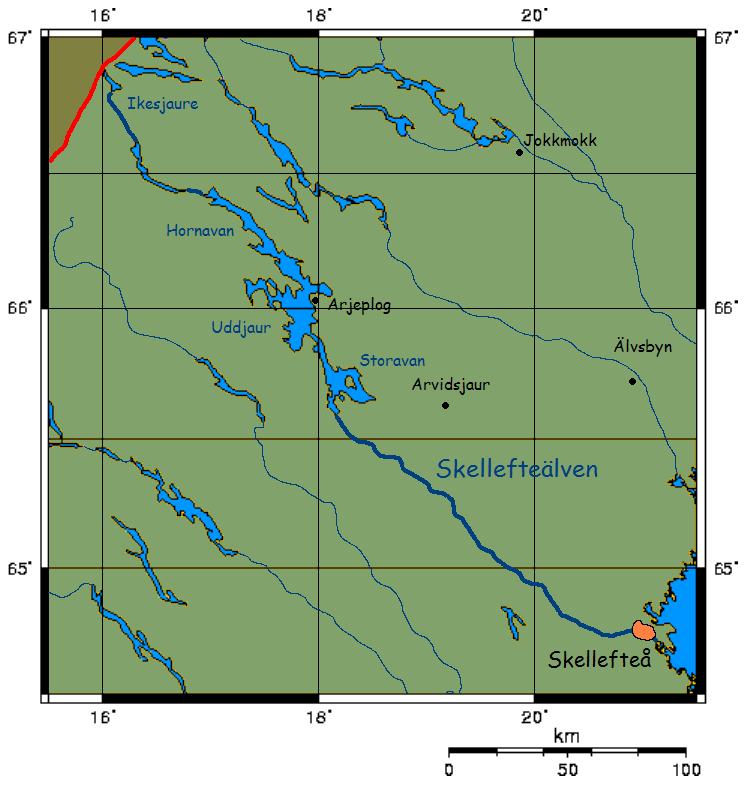

Длина реки — 410 км, площадь бассейна 11,6 тыс. км². Средний расход воды — 160 м³/с. Шеллефтеэльвен берёт начало из озера Икесъяуре в Скандинавских горах, рядом с границей Швеции и Норвегии, и протекает в юго-восточном направлении через плоскогорье Норланд до Ботнического залива. В верхнем течении имеются водопады, пороги и многочисленные озёра, крупнейшие из которых — Хурнаван, Уддъяур и Стураван (швед.).
На Шеллефтеэльвен находится каскад из нескольких гидроэлектростанций:
- ГЭС Рингселе
- ГЭС Сядва (швед.)
- ГЭС Ребнис (швед.)
- ГЭС Бергнас (швед.)
- ГЭС Слагнас (швед.)
- ГЭС Бастусел (швед.)
- ГЭС Гритфорс (швед.)
- ГЭС Галлеяур (швед.)
- ГЭС Варгфорс (швед.)
- ГЭС Ренгард (швед.)
- ГЭС Батфорс (швед.)
- ГЭС Финнфорс (швед.)
- ГЭС Гранфорс (швед.)
- ГЭС Крангфорс (швед.)
- ГЭС Селсфорс (швед.)
- ГЭС Квистфорсенс (швед.).

Кроме того, река представляет интерес для водного туризма. В среднем течении расположен город Арьеплуг, рядом с устьем — морской порт Шеллефтео.